# Adriën Telders
Adriën Telders ('s-Hertogenbosch, 26 december 1843 - Den Haag, 4 mei 1913) was een Nederlandse advocaat in Utrecht (1869-1872), raadsheer 1895 en vicepresident (1909-1910) van de Hoge Raad der Nederlanden. Telders behoorde tot het Nederlandse geslacht Telders dat in 1942 werd opgenomen in het Nederland's Patriciaat.

## Levensloop
Adriën Telders werd in 's-Hertogenbosch geboren in 1843 en was de broer van Jean Marie Telders, civiel ingenieur en directeur aan de polytechnische School te Delft. Adriën was de zoon van auditeur militair en president Hoog Militair Gerechtshof te Utrecht Jan Henrik Telders (1807-1878) en Johanna Josephina Vertholen (1802-1868) dochter van generaal majoor der cavalerie Johannes Vertholen (1771-1853).
Telders kreeg zijn opleiding aan de Utrechtse Universiteit waaraan hij in 1868 tot meester in de rechten promoveerde. Hij werd tot tijdelijk auditeur-militair benoemd na enkele jaren werkzaam te zijn geweest als advocaat. Daarna volgde zijn benoeming tot substituut-officier van justitie in Gorinchem en in 1877 volgde hij Maurits Jacob van Lennep (zoon van de schrijver en politicus Jacob van Lennep) op als officier van justitie in Amsterdam. In 1886 ging Telders naar Den Haag en nam zitting in de Hoge Raad waar hij in 1909 tot vicepresident benoemd werd. 
Telders trouwde op 8 mei 1873 te huize Zuylenstein bij Leersum met jkvr. Florence Wilhelmine van Styrum (1846-1940), de jonge dochter van de in Utrecht werkzame raadsheer provinciaal gerechtshof jhr. Lodewijk van Styrum en jkvr. Frederica Carolina Maria Von Daehne. Laatstgenoemde was dochter van generaal-majoor Pieter Albert von Daehne. Huize Zuylenstein was in de periode tussen november 1867 en november 1878 de woning van jkvr. Frederica Carolina Maria Von Daehne. Uit dit huwelijk werden vier kinderen geboren; Caroline Jeanette Florence (1874), Jean Henri (1876), Jean Marie (1880) en Adriën Florent (1885).   
Adriën Telders overleed op 4 mei 1913 in Den Haag en werd er begraven op begraafplaats Oud Eik en Duinen. 